# Claude Debussy
Achille Claude Debussy (pronunciado /aʃil(ə) klod(ə) dəbysi/; Saint-Germain-en-Laye, 22 de agosto de 1862-París, 25 de marzo de 1918) fue un compositor francés, uno de los más influyentes de finales del siglo XIX y principios del XX. Algunos autores lo consideran el primer compositor impresionista, aunque él rechazaba categóricamente el término.
Nacido en el seno de una familia de recursos modestos y escasa participación cultural, mostró suficiente talento musical para ser admitido en el mejor centro de estudios musicales de Francia, el Conservatorio de París, a la edad de diez años. Inicialmente estudió piano, pero encontró su vocación en la composición de vanguardia, a pesar de la desaprobación de los conservadores profesores del Conservatorio. Le llevó muchos años desarrollar su estilo musical y tenía casi 40 años cuando alcanzó fama internacional en 1902 con la única ópera que concluyó, Peleas y Melisande (Pelléas et Mélisande).
Entre sus composiciones orquestales se encuentran Preludio a la siesta de un fauno (Prélude à l'après-midi d'un faune, 1894), Nocturnos (Nocturnes, 1897-1899) e Images (1905-1912). Su música fue en gran medida una forma de reacción frente a Wagner y a la tradición musical alemana. Consideró obsoleta la sinfonía clásica y buscó una alternativa en sus «bocetos sinfónicos» La mer (1903-1905). Entre sus obras para piano se encuentran dos libros de preludios (Préludes) y dos de estudios (Études). A lo largo de su carrera escribió mélodies basadas en una gran variedad de poesía, incluida la suya propia. Estaba muy influenciado por el movimiento poético simbolista de finales del siglo XIX. Un pequeño número de sus obras, como la temprana La Damoiselle élue (1887-1889) y la tardía El martirio de San Sebastián (Le Martyre de saint Sébastien, 1911), incluyen una parte importante para los coros. En sus últimos años se centró en la música de cámara y completó tres de las seis sonatas que tenía previsto componer para diferentes combinaciones de instrumentos.
A partir de las influencias de sus primeros años, como la música rusa y la del lejano oriente, desarrolló su propio estilo de armonía y colorido orquestal, siendo ridiculizado —e infructuosamente combatido— por gran parte del establishment musical de la época. Sus obras han influido notablemente en un gran número de compositores, como Béla Bartók, Olivier Messiaen, George Benjamin o el compositor y pianista de jazz Bill Evans. Falleció de cáncer colorrectal en su casa de París a la edad de 55 años, tras una carrera de poco más de 30 años como compositor.

## Biografía

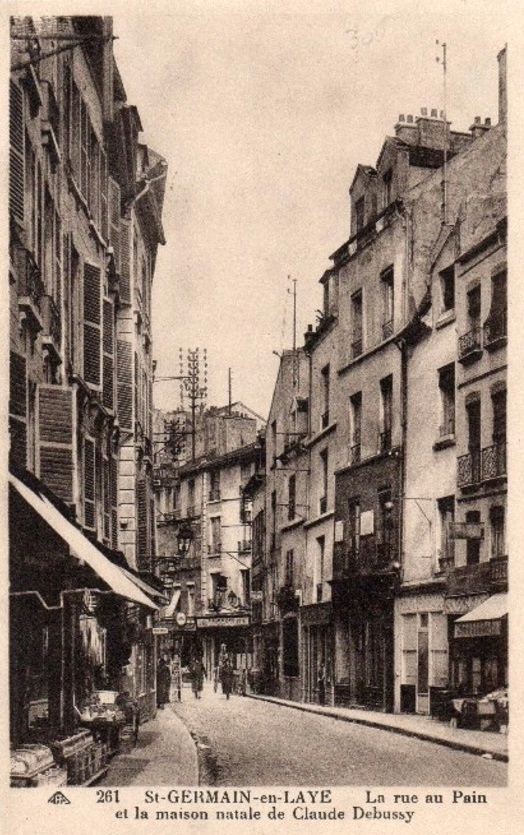
Rue au Pain, Saint-Germain-en-Laye, calle donde nació Debussy.

### Primeros años
Nació el 22 de agosto de 1862 en Saint-Germain-en-Laye, en el antiguo departamento de Sena y Oise, al noroeste de París. Era el mayor de los cinco hijos de Manuel-Achille Debussy y su esposa, Victorine, de soltera Manoury. Su padre tenía una tienda de porcelana y su madre era costurera. La tienda no tuvo éxito y cerró en 1864; la familia se trasladó entonces a París, primero a vivir con la madre de Victorine, en Clichy y, desde 1868, en su propio apartamento en la Rue Saint-Honoré. Su padre trabajaba por entonces en una imprenta.
En 1870, para huir del sitio de París durante la guerra franco-prusiana, su madre, por aquel entonces encinta, lo llevó a él y a su hermana Adéle a la casa de su tía paterna en Cannes, donde permanecieron hasta el año siguiente. Durante su estancia en la ciudad, Debussy, con siete años de edad, recibió sus primeras clases de piano; su tía le costeó los estudios con un músico italiano, Jean Cerutti. Su padre se había quedado en París y se unió a las fuerzas de la Comuna; tras su derrota por las tropas del gobierno francés en 1871 fue condenado a cuatro años de prisión, aunque solo cumplió uno. Entre sus compañeros de prisión de la Comuna estaba su amigo Charles de Sivry, que era músico; la madre de Sivry, Antoinette Mauté de Fleurville, daba clases de piano y, siguiendo su consejo, el joven Debussy se convirtió en uno de sus alumnos.
Pronto se hizo evidente su talento y en 1872, con diez años, fue admitido en el prestigioso Conservatorio de París, donde cursó estudios durante los once años siguientes. Se incorporó inicialmente a la clase de piano de Antoine François Marmontel, estudió solfeo con Albert Lavignac y, posteriormente, composición con Ernest Guiraud, armonía con Émile Durand y órgano con César Franck. El curso incluía estudios de historia y teoría musical con Louis-Albert Bourgault-Ducoudray, pero no es seguro que Debussy, que era propenso a faltar a clases, asistiera a ellas.

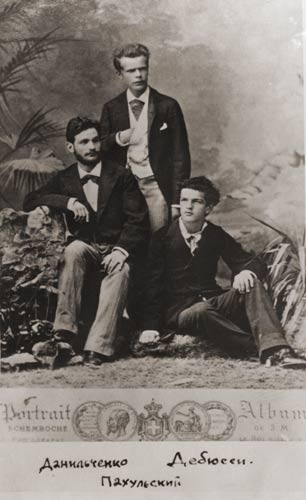
El trío que formó Nadezhda von Meck en 1880. De izquierda a derecha: Piotr Danilchenko (violín), Władysław Pachulski (violonchelo) y Claude Debussy (piano). Al recibir esta foto, Piotr Ilich Chaikovski escribió a von Meck el 14 de octubre: «Bussy (Debussy) tiene algo en su rostro y en sus manos que recuerda vagamente a Antón Rubinstein en su juventud. ¡Dios le conceda que su destino sea tan feliz como el del “rey de los pianistas”!».

En el Conservatorio inicialmente progresó a un buen ritmo. Marmontel dijo de él que era «un niño encantador, un temperamento verdaderamente artístico; puede esperarse mucho de él». Émile Durand estaba menos impresionado y escribió en un informe que «sería un excelente alumno si fuera menos superficial y menos arrogante»; un año más tarde lo describió como «desesperadamente descuidado». En julio de 1874 Debussy recibió un deuxième accessit por su actuación como solista en el primer movimiento del Concierto para piano n.º 2 de Chopin en el concurso anual del Conservatorio. Era un buen pianista y un excelente lector a primera vista y probablemente podría haber ejercido una carrera profesional si lo hubiera deseado, pero solo era aplicado en sus estudios de forma intermitente. En los concursos anuales consiguió un premier accessit en 1875 y el second prix en 1877, pero no accedió a los primeros puestos en los de 1878 y 1879. Estos resultados lo inhabilitaron para continuar sus estudios de piano en el Conservatorio, pero siguió estudiando armonía, solfeo y, posteriormente, composición.
Con la ayuda de Marmontel, Debussy consiguió en 1879 un trabajo de verano como pianista residente en el castillo de Chenonceau, donde pronto adquirió un gusto por el lujo que le acompañaría durante toda su vida. De esta época datan sus primeras composiciones, dos arreglos de poemas de Alfred de Musset: «Ballade à la lune» y «Madrid, princesse des Espagnes». Al año siguiente consiguió un trabajo como pianista en la casa de Nadezhda von Meck, mecenas de Chaikovski. Viajó con la familia von Meck durante los veranos de 1880 a 1882 y se alojó en varios lugares de Francia, Suiza e Italia, así como en su casa en Moscú. Compuso su Trío para piano en sol mayor para el grupo musical de von Meck, e hizo una partitura para un dueto de piano de tres danzas de El lago de los cisnes de Chaikovski.

### Premio de Roma

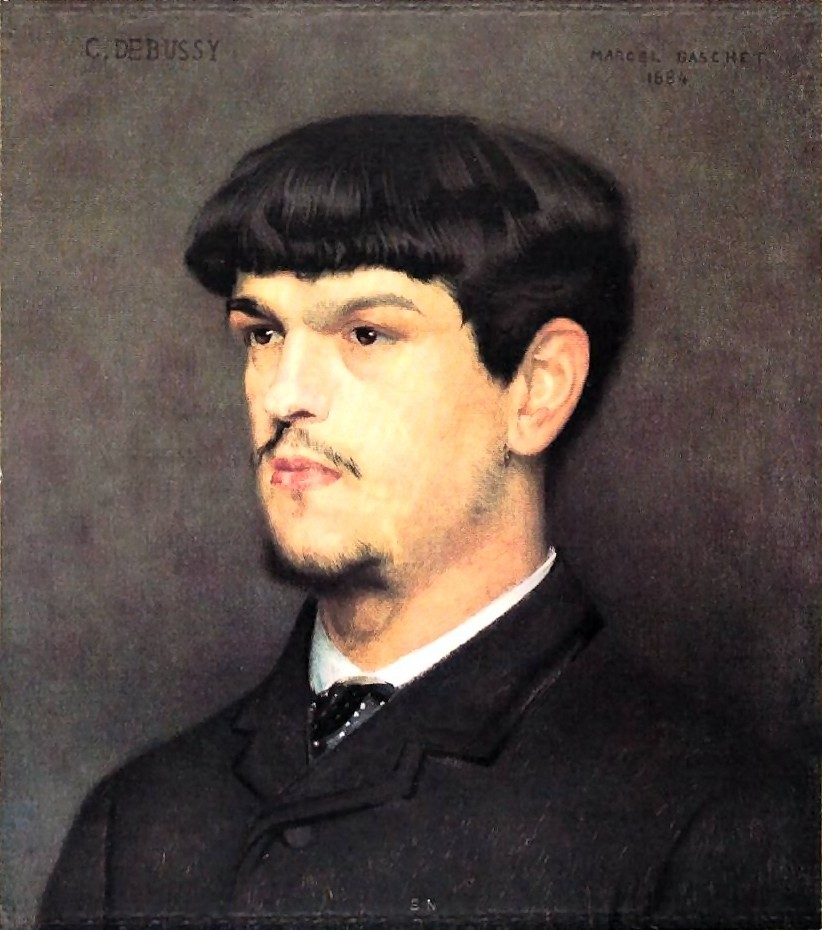
Debussy, por Marcel Baschet (1884).

A finales de 1880, mientras continuaba sus estudios en el Conservatorio, fue contratado como acompañante para las clases de canto de Marie Moreau-Sainti, trabajo que desempeñó durante cuatro años. Allí conoció a Marie Vasnier, esposa de Henri Vasnier, un funcionario prominente, y mucho más joven que su marido. Debussy se sintió fuertemente atraído por ella y pronto se convirtió en su amante y musa: compuso 27 canciones dedicadas a ella durante sus siete años de relación. No está claro si Vasnier se contentaba con tolerar la aventura de su esposa con el joven estudiante o simplemente no lo sabía, pero mantuvo una excelente relación con Debussy y animó al compositor en su carrera.
En el Conservatorio, Debussy se había ganado la desaprobación de los docentes, en particular de su profesor de composición, Guiraud, por no respetar las reglas ortodoxas de composición que imperaban por entonces. Sin embargo, en 1884, ganó el premio musical más prestigioso de Francia, el Premio de Roma, con su cantata L'enfant prodigue. El premio incluía una estancia en la Villa Médici, sede de la Academia Francesa en Roma, para ampliar los estudios del ganador. Permaneció allí desde enero de 1885 hasta marzo de 1887, con tres o posiblemente cuatro ausencias de varias semanas en las que regresó a Francia, sobre todo para ver a Marie Vasnier.
Inicialmente consideró la atmósfera artística de Villa Médici sofocante, la compañía burda, la comida mala y el alojamiento «espantoso». Tampoco fue de su gusto la ópera italiana, considerando que las óperas de Donizetti y Verdi no eran de su agrado. Le impresionó mucho más la música de los compositores del siglo XVI Palestrina y Lasso, que escuchó interpretar en la iglesia de Santa Maria dell'Anima y de la que afirmó que sería «la única música sacra que aceptaré». A menudo se sentía deprimido e incapaz de componer, pero le inspiró Franz Liszt, que realizó una visita a los estudiantes y tocó para ellos. En junio de 1885, escribió un texto en el que manifestaba su deseo de seguir su propio camino, diciendo: «Estoy seguro de que el Instituto no lo aprobará, porque, naturalmente, considera que el camino que marca es el único correcto. ¡Pero no hay nada que hacer! ¡Estoy demasiado enamorado de mi libertad, demasiado apegado a mis propias ideas!».
Compuso cuatro piezas que presentó a la Academia: la oda sinfónica Zuleima, basada en un texto de Heinrich Heine; la pieza orquestal Printemps; la cantata La Damoiselle élue (1887-1888), la primera pieza en la que se empiezan a manifestar los rasgos estilísticos de su música posterior; y la Fantaisie para piano y orquesta, que se inspiraba en gran medida en la música de Franck y que finalmente Debussy decidió retirar. La Academia lo reprendió por escribir una música que consideró «extraña, incomprensible e inejecutable». Aunque las obras mostraban la influencia de Jules Massenet, este compositor afirmó que Debussy «es un enigma». Durante sus años en Roma compuso —pero no para la Academia— la mayor parte de su ciclo Verlaine, Ariettes oubliées, que tuvo poco eco en su momento, pero que fue reeditado con éxito en 1903, cuando el compositor ya había alcanzado la fama.

### Retorno a París, 1887
Una semana después de su regreso a París en 1887, Debussy escuchó el primer acto de la ópera Tristán e Isolda de Wagner en los Concerts Lamoureux, y lo consideró «sin duda, lo mejor que conozco». En 1888 y 1889 asistió a los festivales anuales de las óperas de Wagner en Bayreuth. Reaccionó positivamente ante la sensualidad, el dominio de la forma y las impactantes armonías de Wagner, y se sintió por un tiempo influenciado por ellas, pero, a diferencia de otros compositores franceses de su generación, llegó a la conclusión de que era inútil tratar de adoptar y desarrollar el estilo de Wagner. En 1903 comentó que Wagner era «una hermosa puesta de sol que fue confundida con un amanecer».

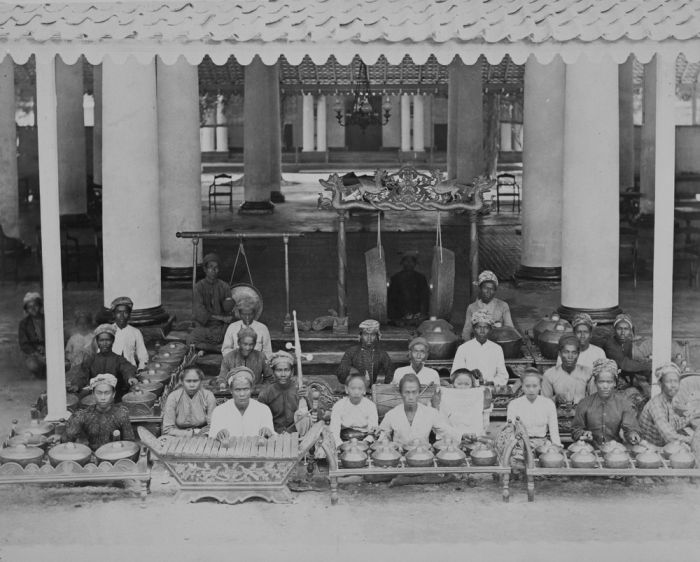
Orquesta gamelán (c. 1889).

En 1889, en una visita a la Exposición Universal de París, escuchó por primera vez la música gamelán javanesa. Las escalas, melodías, ritmos y texturas de los conjuntos gamelán le atrajeron, y sus ecos se perciben en «Pagodes», uno de los movimientos de su suite para piano Estampes. Asistió a dos conciertos de música de Rimski-Kórsakov, dirigidos por el propio compositor. También le impresionaron y su libertad armónica y sus tonos de colores no teutónicos influyeron en el desarrollo de su propio estilo musical.
Marie Vasnier rompió su relación con Debussy poco después de su última visita procedente de Roma, aunque el trato se mantuvo lo suficientemente amistoso como para que le dedicara una canción más, «Mandoline», en 1890. En 1890 conoció a Erik Satie, que demostró ser un espíritu afín en su planteamiento experimental de la composición. Ambos eran bohemios, disfrutaban de la misma cultura de los cafés y luchaban por mantenerse a flote económicamente. Ese mismo año inició una relación con Gabrielle (Gaby) Dupont, hija de un sastre de Lisieux; en julio de 1893 empezaron a vivir juntos.
Continuó componiendo canciones, piezas para piano y otras obras, algunas de las cuales fueron interpretadas en público, pero su música no causó más que un modesto efecto, aunque sus compañeros compositores reconocieron su potencial al elegirlo para formar parte del comité de la Société Nationale de Musique en 1893. Su Quatuor à cordes en sol mineur lo estrenó el cuarteto de cuerdas de Eugène Ysaÿe en la Société Nationale ese mismo año. En mayo de 1893 asistió a un evento teatral de gran importancia para su carrera posterior, el estreno de la obra de Maurice Maeterlinck Pelléas et Mélisande, que inmediatamente decidió convertir en ópera; en noviembre viajó a la casa de Maeterlinck en Gante para conseguir su consentimiento para una adaptación operística.

### 1894-1902:Peleas y Melisande

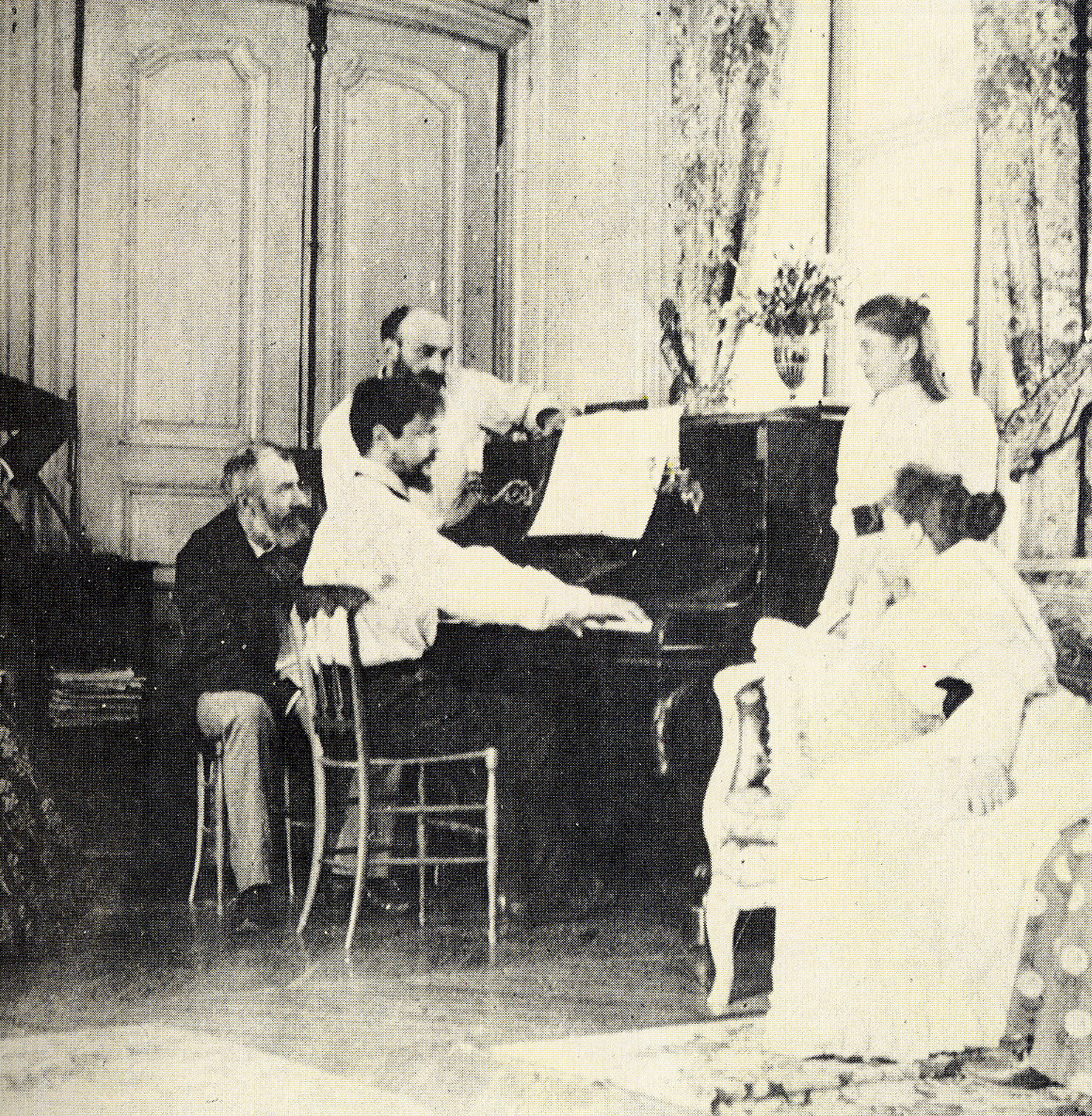
Claude Debussy al piano en el verano de 1893 en casa de su amigo Ernest Chausson.

En febrero de 1894, terminó el primer borrador del Acto I de su versión operística de Pelléas et Mélisande y trabajó durante la mayor parte del año para completar la obra. Mientras vivía con Gaby Dupont tuvo una aventura con la cantante Thérèse Roger, y en 1894 anunció su compromiso. Su conducta fue muy criticada; circularon cartas anónimas denunciando su trato a ambas mujeres, así como su irresponsabilidad financiera y sus deudas. Se canceló el compromiso y varios de los amigos y partidarios de Debussy lo repudiaron, incluso el compositor Ernest Chausson, hasta entonces uno de sus mayores defensores.
En el ámbito del reconocimiento musical, Debussy dio un gran paso adelante en diciembre de 1894, cuando el poema sinfónico Preludio a la siesta de un fauno (Prélude à l'après-midi d'un faune), basado en un poema de Stéphane Mallarmé, se estrenó en un concierto de la Société Nationale. Al año siguiente completó el primer borrador de Pelléas e inició los trabajos para su puesta en escena. En mayo de 1898 entabló sus primeros contactos con André Messager y Albert Carré, director musical y director general, respectivamente, del Teatro Nacional de la Opéra-Comique de París, para la presentación de la ópera.
Abandonó a Dupont por su amiga Marie-Rosalie Texier, conocida como «Lilly», con la que se casó en octubre de 1899, amenazando con suicidarse si ella lo rechazaba. Era una mujer cariñosa, práctica, directa y muy querida por los amigos y compañeros del compositor, pero él se sentía cada vez más irritado ante sus limitaciones intelectuales y su falta de sensibilidad musical. El matrimonio apenas duró cinco años.

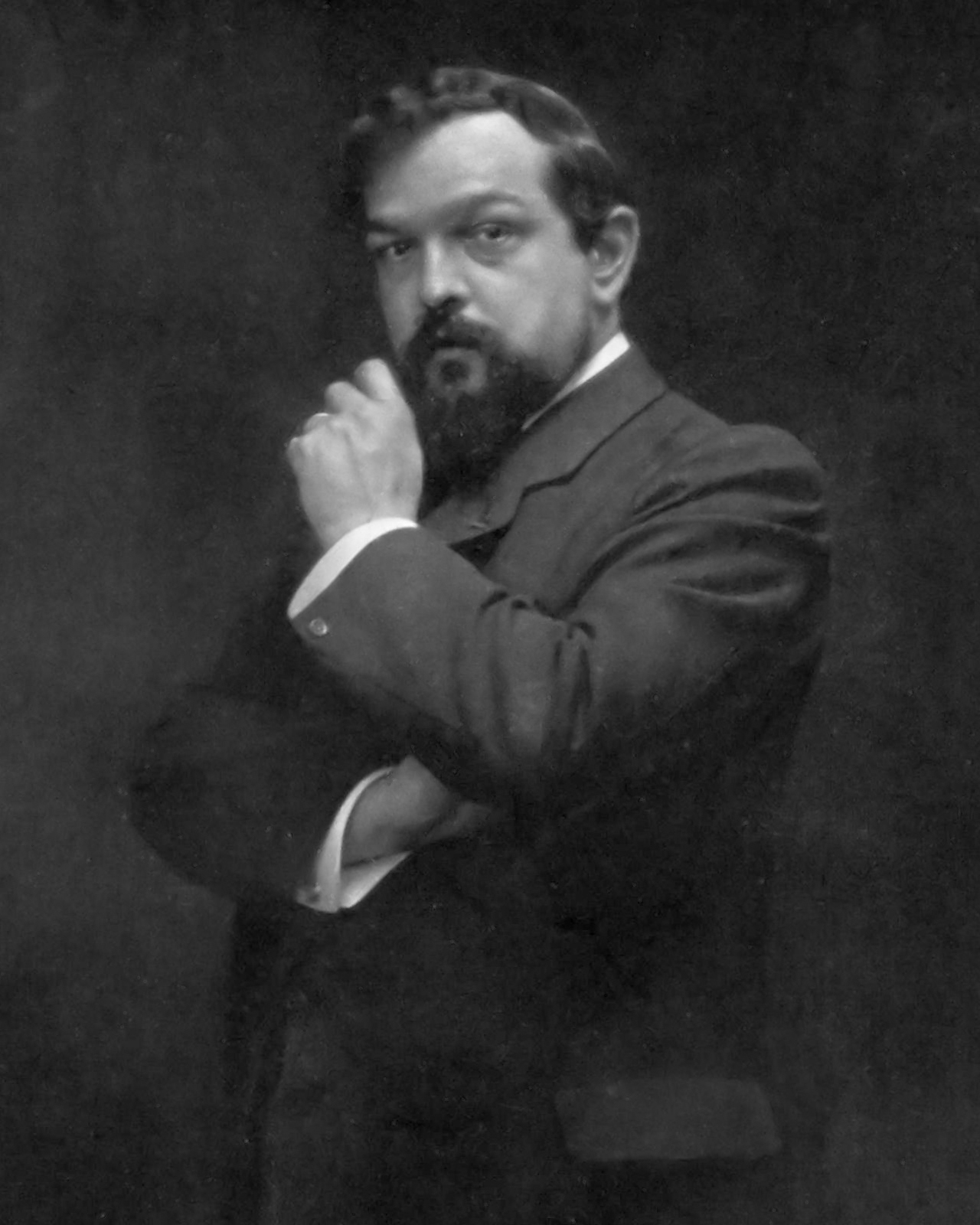
Debussy en 1908.

En 1900, comenzó a asistir a las reuniones de Les Apaches («Los Vándalos»), un grupo informal de jóvenes artistas, poetas, críticos y músicos innovadores que habían adoptado su nombre como representantes de su condición de «marginados artísticos». La membresía era muy variada, pero en varias ocasiones incluyó a artistas tan conocidos como Maurice Ravel, Ricardo Viñes, Ígor Stravinski o Manuel de Falla. En ese mismo año se estrenaron dos de sus tres Nocturnos orquestales. Aunque no tuvieron un gran éxito entre el público, recibieron una buena crítica por parte de músicos como Paul Dukas, Alfred Bruneau y Pierre de Bréville. La obra completa se presentó al año siguiente.
Como muchos otros compositores de la época, complementó sus ingresos con la enseñanza y la crítica. Durante la mayor parte de 1901 fue crítico musical de La Revue Blanche bajo el seudónimo de «Monsieur Croche». Expresó sus puntos de vista sobre compositores («Odio el sentimentalismo - su nombre es Camille Saint-Saëns»), instituciones (en la Ópera de París: «Un desconocido la tomaría por una estación de tren y, una vez dentro, la confundiría con un baño turco»), directores de orquesta («Nikisch es un virtuoso único, hasta el punto de que su virtuosismo parece hacerle olvidar las exigencias del buen gusto»), la política musical («¡Los ingleses creen que un músico puede dirigir con éxito un teatro de la ópera!»), o el público («su expresión casi narcótica de aburrimiento, indiferencia e incluso estupidez»). Posteriormente recopiló sus críticas con la intención de que fueran publicadas en forma de libro; finalmente se publicaron después de su muerte bajo el título Monsieur Croche, Antidilettante.
En enero de 1902 se iniciaron los ensayos en la Opéra-Comique para el estreno de Peleas y Melisande; durante tres meses asistió a los ensayos prácticamente todos los días. En febrero hubo un conflicto entre Maeterlinck por un lado y Debussy, Messager y Carré por otro, sobre la elección de la cantante para el papel de Melisande. Maeterlinck quería que el papel fuera para su amante, Georgette Leblanc, y se indignó cuando finalmente escogieron a la soprano escocesa Mary Garden. La ópera se estrenó el 30 de abril de 1902 y, aunque el público de la primera noche estuvo dividido entre admiradores y escépticos, la obra se convirtió rápidamente en un éxito. Debussy se convirtió en un nombre conocido en Francia y en el extranjero; The Times comentó que la ópera había «provocado más debates que cualquier otra obra de los tiempos modernos, excepto, por supuesto, la de Richard Strauss». Les Apaches, liderados por Ravel (que asistió a cada una de las 14 representaciones de la primera temporada), ofrecieron un gran respaldo; la conservadora facultad del Conservatorio de París trató en vano de impedir que sus alumnos asistieran a la ópera. La partitura vocal se publicó a principios de mayo y la orquestal completa en 1904.

### 1903-1918: Últimos años

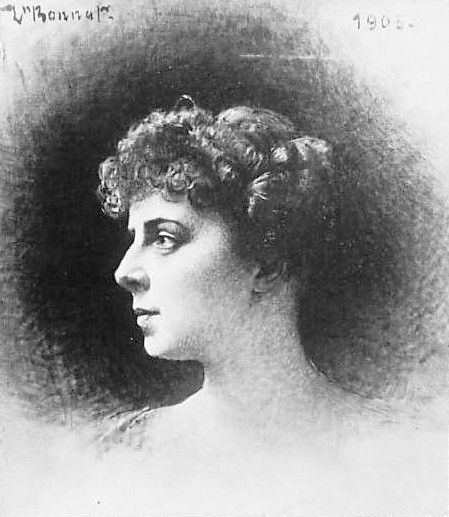
Emma Bardac; retrato de Léon Bonnat (1903).

Su prestigio fue reconocido públicamente cuando fue nombrado caballero de la Legión de Honor en 1903, pero su posición social sufrió un gran golpe cuando al año siguiente otro giro en su vida privada causó escándalo. Entre sus alumnos se encontraba Raoul Bardac, hijo de Emma, esposa del banquero parisino Sigismond Bardac. Raoul le presentó a su maestro a su madre, por quien el compositor rápidamente se sintió fuertemente atraído. Era una mujer sofisticada, brillante conversadora, consumada cantante y despreocupada por la fidelidad conyugal, que había sido la amante y musa de Gabriel Fauré unos años antes. Después de enviar a Lilly a su casa paterna en Bichain, Villeneuve-la-Guyard, el 15 de julio de 1904, Debussy se llevó a Emma de incógnito a Jersey y luego a Pourville, en Normandía. El 11 de agosto le escribió a su esposa desde Dieppe, diciéndole que su matrimonio había terminado, pero sin hacer mención alguna sobre Bardac. Cuando regresó a París, se instaló solo en su propio piso, situado en otro arrondissement. El 14 de octubre, cinco días antes del quinto aniversario de su boda, Lilly Debussy intentó suicidarse, disparándose en el pecho con un revólver; sobrevivió, aunque la bala permaneció alojada entre sus vértebras por el resto de su vida. El escándalo que se produjo a continuación hizo que la familia de Bardac la repudiara y Debussy perdió a muchos buenos amigos, entre ellos Dukas y Messager. Su relación con Ravel, nunca muy estrecha, se vio empeorada cuando este último se unió a otros antiguos amigos de Debussy para contribuir a un fondo de apoyo a la abandonada Lilly.
Los Bardac se divorciaron en mayo de 1905. Ante la insoportable hostilidad en París, Claude y Emma (que estaba embarazada) viajaron a Inglaterra; se alojaron en el Grand Hotel de Eastbourne entre julio y agosto, donde Debussy corrigió las pruebas de sus bocetos sinfónicos La mer, celebrando su divorcio de Lilly el 2 de agosto. Tras una breve visita a Londres, la pareja regresó a París en septiembre, donde compraron una casa en una urbanización privada de la Avenue du Bois de Boulogne (en la actualidad Avenue Foch), que constituyó desde entonces la residencia de Debussy por el resto de su vida.

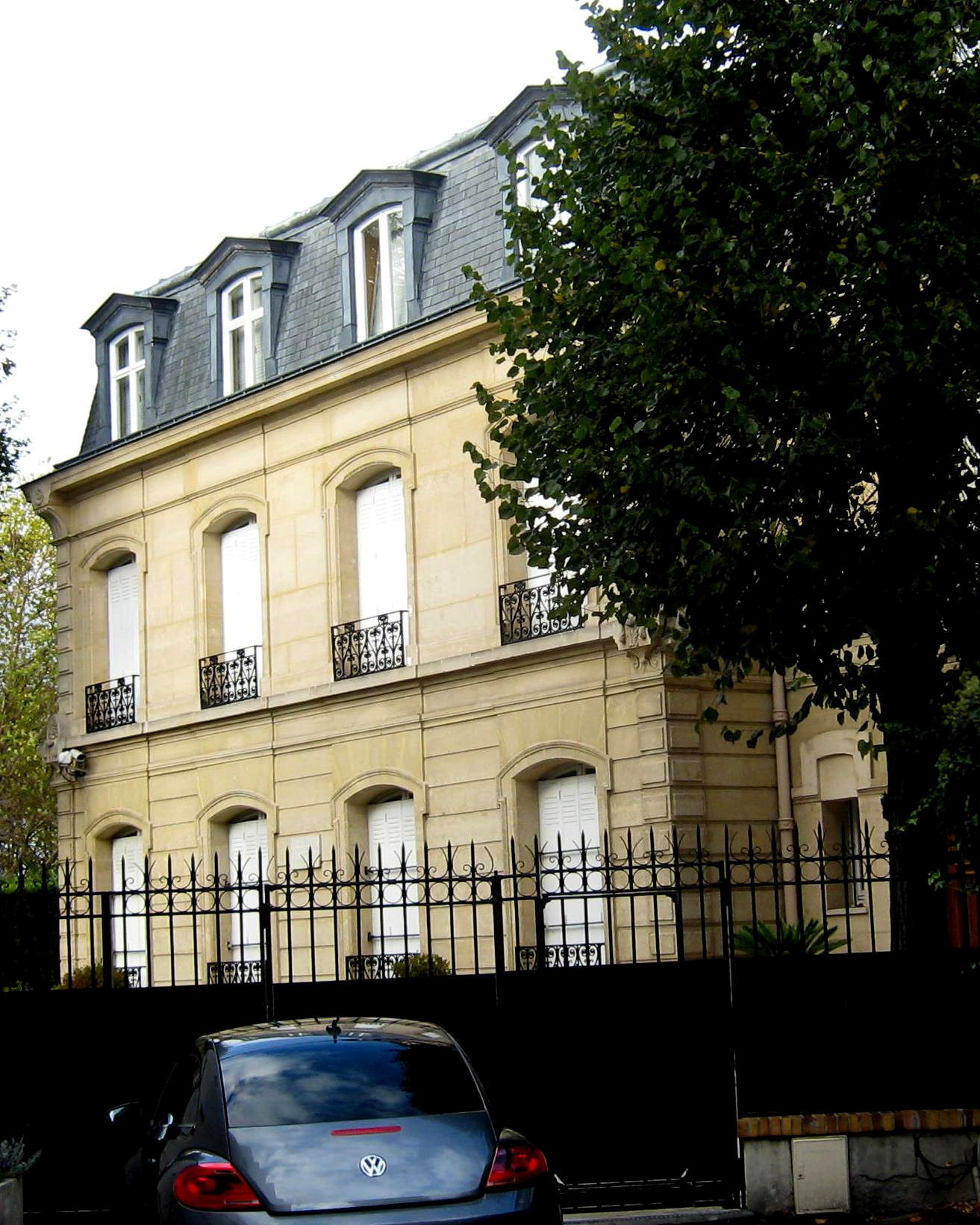
Último domicilio de Debussy, en la Avenue du Bois de Boulogne (en la actualidad el 23 de la square de l’avenue Foch), París.

En octubre de 1905, se estrenó en París su obra orquestal más importante, La mer, por la Orquesta Lamoureux bajo la dirección de Camille Chevillard; la acogida fue variada. Algunos elogiaron la obra, pero Pierre Lalo, crítico de Le Temps, hasta entonces admirador de Debussy, escribió: «No oigo, no veo, no huelo el mar». En el mismo mes nació en su domicilio la única hija de Debussy; Claude-Emma, cariñosamente conocida como «Chouchou», fue una inspiración para el compositor, que le dedicó su suite para piano Children's Corner. La niña apenas sobrevivió a su padre un año, pues falleció durante la epidemia de difteria de 1919. Mary Garden dijo «honestamente, no sé si Debussy alguna vez amó a alguien realmente. Amaba su música, y quizás a sí mismo. Creo que estaba inmerso en su genio», pero los biógrafos están de acuerdo en que fuera cual fuese su relación con sus amantes y amigos, Debussy estaba entregado a su hija.
Debussy y Emma Bardac se casaron en 1908 y su problemática unión perduró por el resto de su vida. El año siguiente tuvo un buen inicio cuando, por invitación de Fauré, Debussy se convirtió en miembro del consejo de gobierno del Conservatorio de París. Su éxito en Londres se consolidó en abril de 1909, cuando dirigió Preludio a la siesta de un fauno y Nocturnos en el Queen's Hall; en mayo asistió a la primera representación londinense de Peleas y Melisande, en el Covent Garden. Ese mismo año le diagnosticaron un cáncer colorrectal, del que moriría nueve años más tarde.
Sus obras empezaron a aparecer cada vez más en los programas de conciertos nacionales e internacionales. En 1910 Gustav Mahler dirigió Nocturnos y Preludio a la siesta de un fauno en Nueva York en meses sucesivos. Ese mismo año, en una visita a Budapest, comentó que sus obras eran más conocidas allí que en París. En 1912, Serguéi Diáguilev le encargó una partitura de ballet, Jeux, la cual, junto a las tres Images pour orchestre, estrenadas al año siguiente, fueron las últimas obras orquestales del compositor. Jeux tuvo mala fortuna en su momento: dos semanas después del estreno, en marzo de 1913, Diáguilev presentó la primera representación de La consagración de la primavera de Stravinski, un acontecimiento sensacional que monopolizó los debates en los círculos musicales y dejó de lado a Jeux junto con Pénélope de Fauré, que se había estrenado una semana antes.

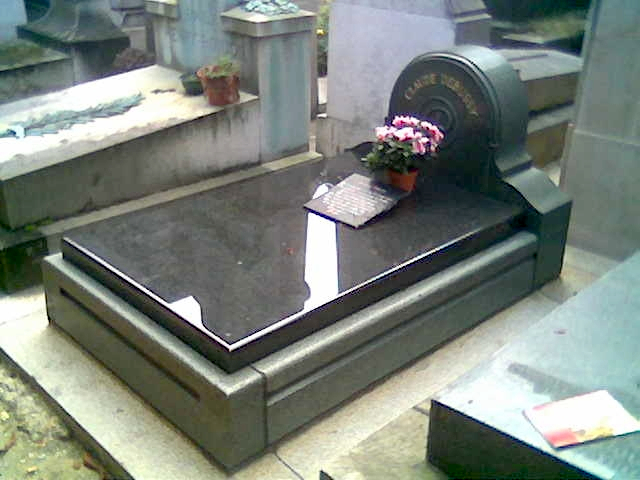
Tumba de Debussy en el cementerio de Passy en París.

En 1915, se sometió a una de las primeras operaciones de colostomía; solo consiguió un alivio temporal y le causó una gran frustración: «Hay mañanas en las que el esfuerzo para vestirse parece uno de los doce trabajos de Hércules». En esta época tuvo un feroz enemigo en Camille Saint-Saëns, quien en una carta a Fauré repudiaba la suite para dos pianos de Debussy En blanc et noir: «Es increíble, y la puerta del Instituto debe cerrarse a toda costa ante un hombre capaz de cometer semejantes atrocidades». Saint-Saëns era miembro del Instituto desde 1881, Debussy nunca llegó a serlo.
Su salud siguió empeorando; dio su último concierto, el estreno de su Sonata para violín, el 14 de septiembre de 1917 y se vio obligado a quedar postrado en cama a principios de 1918. Falleció en su casa el 25 de marzo de 1918. La Primera Guerra Mundial todavía estaba en pleno apogeo y París estaba sometida a bombardeos aéreos y de artillería alemana. La situación militar no permitió el honor de un funeral público con ceremonias ante su tumba. El cortejo fúnebre recorrió calles desiertas hasta llegar a una tumba temporal en el cementerio del Père Lachaise mientras los cañones alemanes bombardeaban la ciudad. Sus restos mortales fueron trasladados al año siguiente al pequeño cementerio de Passy, situado detrás de los Jardines del Trocadero, cumpliendo su deseo de descansar «entre los árboles y los pájaros»; su esposa y su hija están enterradas junto a él.

## Obra

### Composiciones
En un análisis de la obra de Debussy poco después de la muerte del compositor, el crítico y musicólogo británico Ernest Newman escribió: «No sería exagerado decir que Debussy dedicó un tercio de su vida al descubrimiento de sí mismo, un tercio a la realización libre y feliz de sí mismo y el último tercio a la pérdida parcial y dolorosa de sí mismo». Comentaristas posteriores han valorado algunas de sus últimas obras más favorablemente que Newman y otros de sus contemporáneos, pero sin duda gran parte de la música por la que más se conoce al compositor es de mediados de su carrera.
El analista David Cox escribió en 1974 que Debussy, que admiraba los intentos de Wagner de combinar todas las artes creativas, «creó un mundo nuevo, instintivo y onírico de música, lírica y panteísta, contemplativa y objetiva, un tipo de arte que, de hecho, parecía llegar a todos los aspectos de la experiencia». En 1988 el compositor y crítico británico Wilfrid Mellers escribió:

«Debido a su preocupación por los acordes en sí mismos, más que pese a ellos, desvinculó a la música del sentido de la progresión armónica, rompió el dominio de tres siglos de tonalidad armónica y mostró cómo las concepciones melódicas de la tonalidad típicas de la música folclórica primitiva y de la música medieval podrían ser relevantes en el siglo XX».

Debussy no puso números opus a sus obras, aparte de su Cuarteto de cuerdas en sol menor op. 10 (también es la única obra en la que el título del compositor incluye una tonalidad). Sus obras fueron catalogadas e indexadas por el musicólogo François Lesure en 1977 (revisado en 2003) y su número Lesure («L» seguido de un número) se utiliza en ocasiones como sufijo de su título en los programas de conciertos y en las grabaciones.

#### Primeras obras, 1879-1892
Su desarrollo musical fue lento y como estudiante fue lo suficientemente hábil como para presentar a sus profesores en el Conservatorio de París obras que se ajustaran a sus premisas conservadoras. Su amigo Georges Jean-Aubry comentó que Debussy «imitó admirablemente los giros melódicos de Massenet» en la cantata L'enfant prodigue (1884) que le valió el Prix de Rome. Una obra más característicamente debussiana de sus primeros años es La Damoiselle élue, que reformula la forma tradicional de los oratorios y las cantatas, utilizando una orquesta de cámara y un pequeño cuerpo de tono coral utilizando escalas y armonías nuevas o descuidadas desde hacía mucho tiempo. Sus primeras mélodies, inspiradas por Marie Vasnier, tienen un carácter más virtuoso que sus obras posteriores de este género, con una extensa vocalización sin palabras; a partir de las Ariettes oubliées (1885-1887), desarrolló un estilo más sobrio. Escribió sus propios poemas para las Proses lyriques (1892-1893), aunque, según el estudioso de la música Robert Orledge, «su talento literario no estaba a la altura de su imaginación musical».
El musicólogo francés Jacques-Gabriel Prod'homme escribió que tanto La Demoiselle élue, las Ariettes oubliées y los Cinq poèmes de Charles Baudelaire (1889) revelan «la nueva y extraña senda que el joven músico seguirá en el futuro». Newman coincidía: «Hay gran cantidad de Wagner, especialmente de Tristán, en el lenguaje. Pero la obra en su conjunto es característica, y la primera en la que captamos un indicio del Debussy que conoceríamos más adelante: el amante de los contornos vagos, de las semiluces, de las consonancias misteriosas y de las disonancias del color, el apóstol de la lánguida, el exclusivista en el pensamiento y en el estilo». A lo largo de los años siguientes, desarrolló su estilo personal sin, en esta etapa, romper radicalmente con las tradiciones musicales francesas. La mayor parte de su música de esta época es a pequeña escala, como Deux arabesques, Valse romantique, Suite bergamasque y la primera mélodie de Fêtes galantes. Newman señaló que, al igual que Chopin, el Debussy de esta época aparece como un liberador de los estilos germánicos de composición, ofreciendo en su lugar «un estilo exquisito y pelúcido» capaz de transmitir «no sólo alegría y capricho, sino también una emoción de carácter más profundo». En un estudio de 2004, Mark DeVoto considera que las primeras obras de Debussy no son armónicamente más audaces que la música que ya ofrecía Fauré; en un libro de 2007 sobre las obras para piano, Margery Halford observa que Deux arabesques (1888-1891) y «Rêverie» (1890) tienen «la fluidez y la calidez del estilo posterior de Debussy», pero que no son armónicamente innovadoras. Halford cita la popular «Claro de luna» (1890) de la Suite bergamasque como una obra de transición que apunta hacia el estilo maduro del compositor.

#### Obras intermedias, 1893-1905
Tanto en su época como en la actualidad, los músicos coinciden en considerar Preludio a la siesta de un fauno (Prélude à l'après-midi d'un faune, 1894) como su primera obra maestra orquestal. Newman lo consideraba «totalmente original en su concepción, absolutamente personal en su estilo, y lógico y coherente de principio a fin, sin un compás o incluso una nota superflua»; Pierre Boulez afirmó: «La música moderna despertó con Prélude à l'après-midi d'un faune». La mayoría de las grandes obras por las que se le reconoce fueron escritas entre mediados de la década de 1890 y mediados de la de 1900, como Quatuor à cordes (1893), Peleas y Melisande (Pelléas et Mélisande, 1893-1902), Nocturnos (Nocturnes, 1899) y La mer (1903-1905). La suite Pour le piano (1894-1901) es, según Halford, uno de los primeros ejemplos de la madurez de Debussy como compositor para piano: «un hito importante ... y una expansión del uso de las sonoridades en el piano».
En los pizzicatos y la rítmica en cruz del scherzo de Quatuor à cordes (1893) se pueden apreciar las sonoridades de la música gamelán que el compositor había escuchado cuatro años; su biógrafo Edward Lockspeiser, consideró que este movimiento muestra el rechazo del compositor al «dictado tradicional de que los instrumentos de cuerda deben ser predominantemente líricos». La obra influyó a Ravel quien, en su propio Quatuor à cordes escrito diez años más tarde, muestra características notablemente debussianas. El académico y periodista Stephen Walsh califica Peleas y Melisande (iniciada en 1893, estrenada en 1902) como «una obra clave del siglo XX». El compositor Olivier Messiaen quedó fascinado por sus «extraordinarias cualidades armónicas y ... transparente textura instrumental». Esta ópera está compuesta en lo que el crítico y musicólogo británico Alan Blyth describe como un estilo recitativo sostenido y realzado, con líneas vocales «sensuales e íntimas». Influyó en compositores tan distintos como Stravinski y Puccini.
Orledge describe los Nocturnos como de textura excepcionalmente variada, «que va desde el inicio musorgskiano de “Nuages”, pasando por el cercano desfile de la banda de música en “Fêtes”, hasta el coro femenino sin palabras de “Sirènes”»; también considera el último movimiento un eco preliminar de las texturas marinas de La mer. Estampes para piano (1903) ofrece sensaciones de lugares exóticos, con ecos adicionales de gamelán en sus estructuras pentatónicas. Debussy creía que desde Beethoven la forma sinfónica tradicional se había convertido en una expresión formulista, repetitiva y obsoleta. La cíclica y en tres partes Sinfonía en re menor (1888) de Franck fue más de su agrado y se puede ver su influencia en La mer que, desde el punto de vista de Orledge, utiliza una forma cuasisinfónica, en la que sus tres secciones conforman un gigantesco movimiento en forma sonata con un tema cíclico al estilo de la de Franck. El movimiento central «Jeux de vagues» tiene la función de una sección de desarrollo sinfónico que conduce al «Dialogue du vent et de la mer» final, «un poderoso ensayo de color orquestal y sonoridad», según Orledge, que retoma temas del primer movimiento. Las opiniones estuvieron muy divididas. Algunos críticos consideraron el tratamiento menos sutil y menos misterioso que sus obras anteriores, e incluso como un paso atrás; otros elogiaron su «poder y encanto», su «extraordinario brío y fantasía brillante» y sus colores fuertes y líneas definidas.

#### Últimas obras, 1906-1917
De sus últimas obras orquestales, Images (1905-1912) es más conocida y representada que Jeux (1913). La primera sigue la estructura en tres partes ya utilizada en Nocturnes y La mer, pero se distingue por la utilización de melodías folclóricas tradicionales británicas y francesas, y por hacer que el movimiento central, «Ibéria», sea mucho más largo que los externos y por subdividirlo a su vez en tres partes, todas ellas inspiradas en escenas de la vida española. Aunque considera Images «la cima de la trayectoria de Debussy como compositor para orquesta», Trezise hace constar una opinión contraria de que el honor pertenece a la partitura del ballet Jeux. Este último fracasó como ballet debido a lo que Jann Pasler describe como un argumento banal, y la partitura fue ignorada durante algunos años. Algunos analistas actuales han encontrado en la obra un vínculo entre la continuidad tradicional y el desarrollo temático de la partitura y el deseo de crear una discontinuidad que se refleja en la música de finales del siglo XX. En esta pieza, Debussy abandonó la escala segunda mayor que había utilizado anteriormente en favor de la escala octatónica en lo que el estudioso de Debussy François Lesure describe como sus ambigüedades tonales.
Entre sus últimas obras para piano se encuentran los dos libros de Preludios (Préludes, 1909-10, 1911-13), piezas cortas de temática muy variada. Lesure comenta que van desde los festejos de los juglares en Eastbourne en 1905 y el acróbata americano «Général Lavine» «hasta las hojas muertas y los sonidos y olores del aire nocturno». En blanc et noir (1915), obra de tres movimientos para dos pianos, es una pieza predominantemente sombría, que refleja la guerra y el peligro nacional. Sobre Études (1915) hay disparidad de opiniones. En una reseña escrita poco después de la muerte del compositor, Newman encontró esta obra fatigosa: «un extraño último capítulo en la vida de un gran artista»; Ochenta años después, Lesure consideró que se encuentra entre las mejores obras tardías de Debussy: «Tras un exterior pedagógico, estas doce piezas exploran intervalos abstractos, o —en las últimas cinco— las sonoridades y timbres propios del piano». En 1914 Debussy empezó a trabajar en un conjunto planificado de seis sonatas para varios instrumentos. Su fatal enfermedad le impidió completar el trabajo, pero las de violonchelo y piano (1915), flauta, viola y arpa (1915), y violín y piano (1917, su última obra completada) son obras concisas, de tres movimientos, de naturaleza más diatónica que algunas de sus otras obras tardías.
El martirio de San Sebastián (Le Martyre de saint Sébastien, 1911), originalmente una obra musical de cinco actos sobre un texto de Gabriele D'Annunzio, que requería casi cinco horas de interpretación, no tuvo éxito, y en la actualidad es más habitual escucharla en una adaptación de concierto (o estudio) con narrador, o como una suite orquestal de «Fragments symphoniques». Debussy contó con la ayuda de André Caplet para orquestar y organizar la partitura. Dos obras tardías, los ballets Khamma (1912) y La Boîte à joujoux (1913), quedaron con la orquestación incompleta y fueron concluidas por Charles Koechlin y Caplet, respectivamente.

### Estilo

#### Debussy y el impresionismo

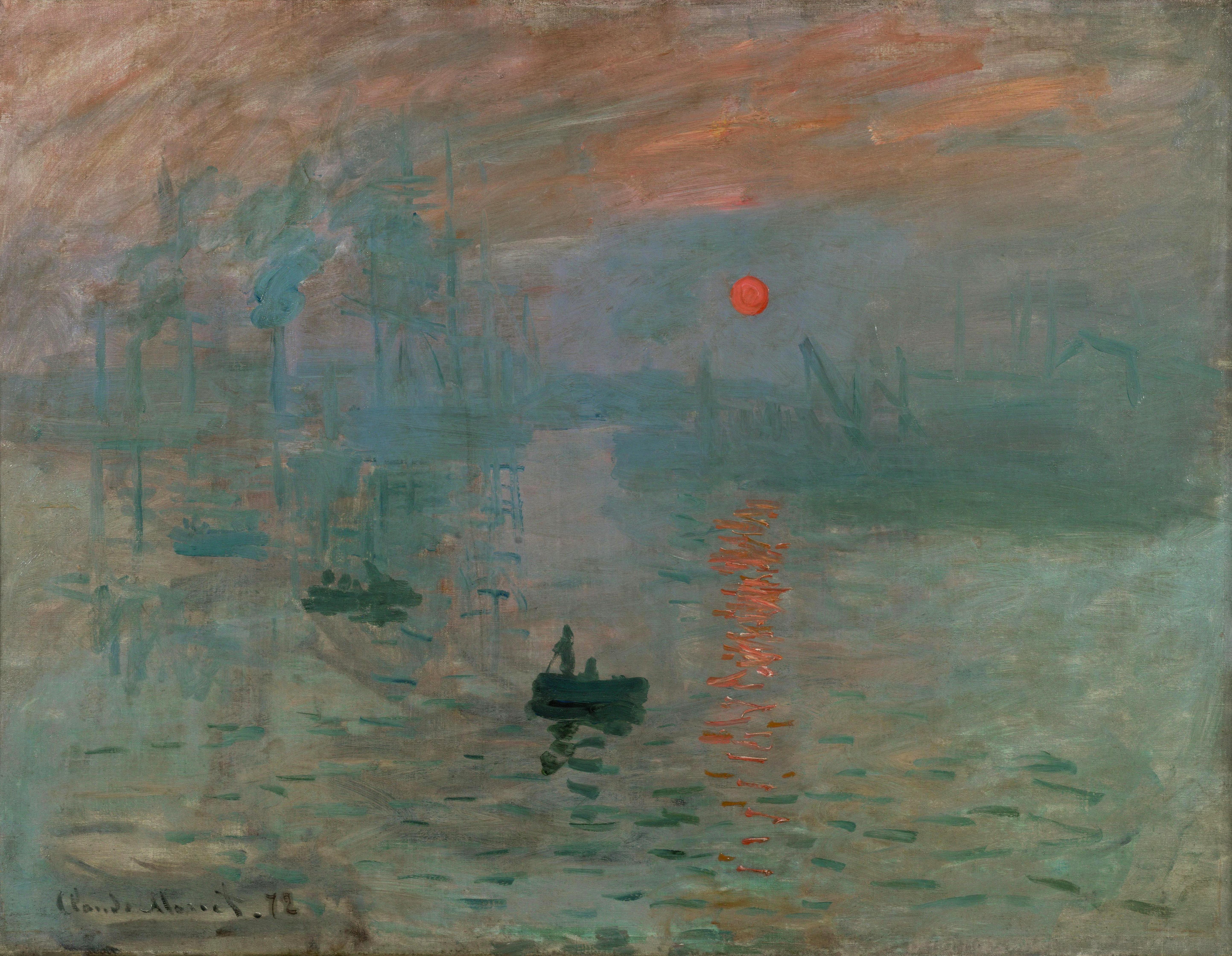
Impresión, sol naciente (1872), cuadro de Monet que dio nombre al movimiento impresionista.

Algunos autores consideran a Debussy el primer compositor impresionista, aunque la aplicación de este término tanto a él como a la música en la que influyó ha sido muy debatida, tanto en vida del compositor como posteriormente. El musicólogo británico Richard Langham Smith opina que el impresionismo fue originalmente un término acuñado para describir un estilo de la pintura francesa de finales del siglo XIX, que se caracteriza por escenas impregnadas de luz reflejada, en las que se enfatiza la impresión general más que el contorno o la claridad de los detalles, como ocurre en las obras de Monet, Pissarro, Renoir y otros autores. Langham Smith señala que el término se trasladó a las composiciones de Debussy y otras que «trataban de la representación del paisaje o de los fenómenos naturales, en particular de las imágenes de agua y luz que tanto aprecian los impresionistas, a través de sutiles texturas impregnadas de colores instrumentales».
Entre los pintores, Debussy admiraba especialmente a Turner, pero también se inspiraba en Whistler. Con este último en mente, el compositor escribió al violinista Eugène Ysaÿe en 1894 describiendo los Nocturnes orquestales como «un experimento sobre las diferentes combinaciones que pueden obtenerse a partir de un solo color (lo que en pintura sería un estudio del gris)».
Debussy se opuso con rotundidad a la utilización de la palabra «impresionismo» para referirse a su música (o a la de cualquier otro), pero el término siempre ha estado ligado a este compositor desde que los profesores del Conservatorio de París se lo aplicaron por primera vez, como oprobio, a Printemps, uno de sus primeros trabajos. Langham Smith opina que el compositor escribió muchas piezas para piano con títulos que evocan la naturaleza («Reflets dans l'eau» (1905), «Les Sons et les parfums tournent dans l'air du soir» (1910) o «Brouillards» (1913)) y sugiere que el uso de pinceladas y puntos por parte de los pintores impresionistas tiene un paralelismo con su música. Aunque Debussy dijo que cualquiera que usara el término (ya fuera refiriéndose a la pintura o la música) era un imbécil, algunos estudiosos de la obra del compositor han adoptado una línea menos absoluta. Lockspeiser califica a La mer como «el mayor ejemplo de una obra impresionista orquestal», y más recientemente Nigel Simeone comenta en The Cambridge Companion to Debussy: «No parece excesivamente descabellado ver un paralelismo en los paisajes marítimos de Monet». En este sentido, se puede situar el elogio panteísta de Debussy a la naturaleza en una entrevista de 1911 con el escritor y periodista Henry Malherbe:

I have made mysterious Nature my religion... When I gaze at a sunset sky and spend hours contemplating its marvellous ever-changing beauty, an extraordinary emotion overwhelms me. Nature in all its vastness is truthfully reflected in my sincere though feeble soul. Around me are the trees stretching up their branches to the skies, the perfumed flowers gladdening the meadow, the gentle grass-carpeted earth, ... and my hands unconsciously assume an attitude of adoration.
He hecho de la misteriosa naturaleza mi religión... Cuando miro el cielo al atardecer y paso horas contemplando su maravillosa y siempre cambiante belleza, me abruma una extraordinaria emoción. La naturaleza en toda su inmensidad se refleja en mi alma sincera, aunque débil. A mi alrededor están los árboles que extienden sus ramas hacia el cielo, las flores perfumadas que alegran el prado, la suave tierra alfombrada de hierba, ... y mis manos inconscientemente asumen una actitud de adoración.

En contraposición a la calificación de su música como impresionista, varios escritores han planteado que al menos una parte de su música la estructuró a partir de rigurosas pautas matemáticas. En 1983 el pianista y musicólogo escocés Roy Howat publicó un libro en el que afirmaba que algunas de las obras del compositor están proporcionadas utilizando modelos matemáticos, incluso utilizando una aparente estructura clásica como la forma sonata. Howat sugiere que algunas de sus obras pueden dividirse en secciones que reflejan el número áureo, que se obtiene por ratios de números consecutivos en la sucesión de Fibonacci. Simon Trezise, en su libro de 1994 Debussy: La Mer, considera este hecho intrínsecamente «destacable», aunque advirtiendo que ninguna evidencia escrita o referenciada indica que Debussy buscara deliberadamente estas proporciones. Lesure comparte un punto de vista similar, apoyando las conclusiones de Howat, pero no que Debussy lo hiciera de forma consciente.

#### Lenguaje musical

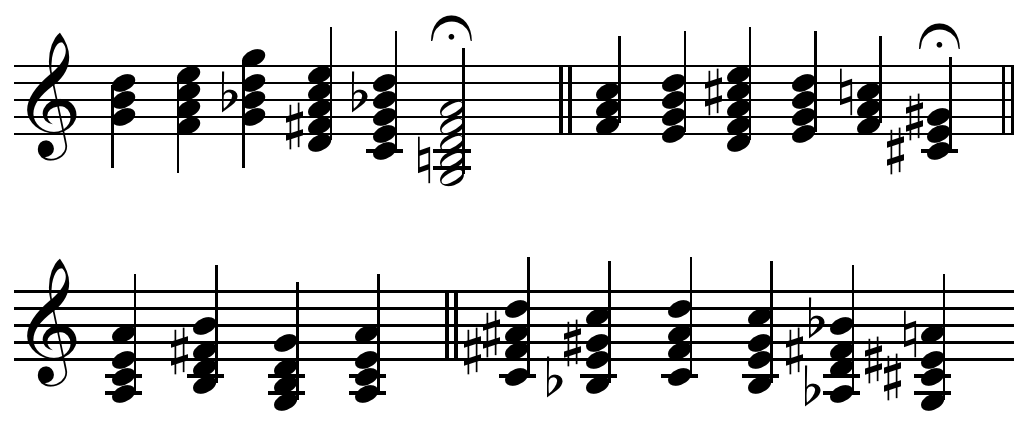
Secuencias de improvisaciones de acordes interpretados por Debussy en sus conversaciones con Guiraud.

Debussy escribió: «Tenemos que estar de acuerdo en que la belleza de una obra de arte siempre será un misterio [...] nunca podemos estar absolutamente seguros de “cómo se hace”. Debemos preservar a toda costa esta magia propia de la música y por la cual la música, por su naturaleza, constituye la más receptiva de todas las artes».
Sin embargo, hay muchos indicadores de las fuentes y elementos del lenguaje musical del compositor. En 1958, el pianista, compositor y analista musical serbio Rudolph Reti resumió seis características de su música que, según él, «estableció un nuevo concepto de tonalidad en la música europea»: el uso frecuente de prolongadas notas pedal, «no meramente notas pedal bajas en el sentido actual del término, sino “pedales” sostenidos en cualquier voz»; pasajes brillantes y redes de figuraciones que ocultan la ausencia ocasional de tonalidad; el uso frecuente de acordes paralelos que son «en esencia para nada armonías, sino más bien “melodías cordales”, unísonos enriquecidos», descritos por algunos escritores como armonías no funcionales; bitonalidad, o al menos acordes bitonales; uso del tono completo y de las escalas pentatónicas; y modulaciones improvisadas, «sin ningún puente armónico». Reti concluye que el gran logro de Debussy fue la síntesis de una «tonalidad melódica» monofónica con armonías, aunque diferente de las de la «tonalidad armónica».
En 1889, Debussy mantuvo conversaciones con su antiguo maestro Ernest Guiraud, durante las cuales exploraron las posibilidades armónicas del piano. Las discusiones, así como las improvisaciones de acordes con el teclado de Debussy, fueron recogidas por un alumno más joven de Guiraud, Maurice Emmanuel. Las secuencias de acordes interpretadas por Debussy contienen algunos de los elementos identificados por Reti. También pueden ser indicadores de la influencia de la obra de Satie Trois Sarabandes (1887) en el compositor. Entre las improvisaciones interpretadas por Debussy estaba una secuencia de armonías de tonos completos que pueden haber estado inspiradas por la música de Glinka o Rimski-Kórsakov que se estaba poniendo de moda en París por entonces. Durante el encuentro le dijo a Guiraud: «No hay teoría. Sólo tienes que escuchar. ¡El placer es la ley!», aunque también admitió: «Me siento libre porque he sufrido, y no escribo con un estilo de fuga porque sé lo que es».

### Influencias

#### Musical
Entre sus predecesores franceses, Chabrier tuvo gran influencia en Debussy (al igual que en Ravel y Poulenc); Howat considera que la música para piano de Chabrier, como «Sous-bois» y «Mauresque» en Pièces pittoresques, exploró nuevos mundos sonoros que Debussy utilizó treinta años después. Lesure encuentra rasgos de Gounod y Massenet en algunas de las primeras melodías de Debussy, y señala que es posible que el compositor adquiriera de la escuela rusa —Chaikovski, Balákirev, Rimski-Kórsakov, Borodín y Músorgski— su gusto por los «modos antiguos y orientales y por las coloraciones vívidas, así como un cierto desprecio por las reglas académicas». Lesure también considera que la ópera de Músorgski Borís Godunov influyó directamente en Peleas y Melisande de Debussy. En la música de Palestrina Debussy encontró lo que calificó como «una blancura perfecta» y consideró que, aunque las formas musicales de este compositor tenían una «forma estricta», eran más de su gusto que las rígidas reglas que prevalecían entre los profesores y compositores franceses del siglo XIX. Se inspiró en lo que denominó la «armonía creada por la melodía» de Palestrina, al encontrar una cualidad de estilo similar al arabesco en las líneas melódicas.
Consideraba que Chopin era «el más grande, porque a través del piano lo descubrió todo», y mostró su «respetuosa gratitud» por su música para piano. Estaba indeciso entre dedicar sus propios Études a Chopin o a François Couperin, a quien también admiraba como modelo de forma, viéndose a sí mismo como heredero de su dominio del género. Howat está en contra de la suposición de que «Ballade» (1891) y «Nocturne» (1892) están influenciadas por Chopin, pues es de la opinión que se debe más a los primeros modelos rusos de Debussy, pero que la influencia de Chopin se aprecia en otras de sus primeras obras, como Deux arabesques (1889-1891). En 1914 la editorial A. Durand & fils comenzó a publicar nuevas ediciones especializadas de las obras de grandes compositores y Debussy se encargó de la supervisión de la música de Chopin.
Aunque Debussy reconocía la grandeza de Wagner, solo se aprecia su influencia en dos obras de sus inicios, La Damoiselle élue y Cinq poèmes de Baudelaire (ambas de 1887). Según Pierre Louÿs, Debussy «no veía “qué podía hacer alguien más allá de Tristán”», aunque admitió que a veces era difícil evitar que «el fantasma del viejo Klingsor, alias Richard Wagner, apareciera a la vuelta de un compás». Tras la breve etapa wagneriana de Debussy, comenzó a interesarse por la música no occidental y sus enfoques poco habituales de la composición. La pieza para piano «Golliwogg's Cakewalk», de la suite Children's Corner (1908), incluye una parodia de la música de la introducción de Tristán, en la que, en opinión del musicólogo estadounidense Lawrence Kramer, Debussy se aleja de la sombra del viejo compositor y «relativiza de manera jocosa a Wagner en la insignificancia».
Una influencia contemporánea fue la de Erik Satie, según Nichols el «amigo más fiel» de Debussy entre los músicos franceses. Según el musicólogo Richard Taruskin, la orquestación de Debussy en 1896 de la obra de Satie Gymnopédies (escrita en 1887) «puso a su compositor en el mapa» y la «Sarabande» de Pour le piano (1901) de Debussy «demuestra que [Debussy] conocía Trois Sarabandes de Satie en una época en la que sólo un amigo personal del compositor podía conocerlas» (no se publicaron hasta 1911). El interés de Debussy por la música popular de su tiempo se manifiesta no solo en Golliwogg's Cakewalk y en otras piezas ragtime para piano, como The Little Nigar (1909), sino también en el vals La plus que lente, basado en el estilo del violinista gitano de un hotel parisino (al que le entregó el manuscrito de la pieza).
Además de los compositores que influyeron en sus propias composiciones, Debussy tenía opiniones muy firmes sobre otros. Se mostró generalmente entusiasta con Strauss y Stravinski, respetuoso con Mozart y admirador de Bach, a quien llamó «le Bon Dieu de la musique» (el Buen Dios de la música). Su relación con Beethoven era compleja; se decía que se refirió a él como «le vieux sourd» (el viejo sordo) y que pidió a un joven alumno que no interpretara música de Beethoven porque «es como si alguien bailara sobre mi tumba»; pero creía que Beethoven tenía cosas profundas que decir, pero no sabía cómo hacerlas, «porque estaba apresado en una telaraña de incesante reafirmación y de agresividad alemana». No simpatizaba con Schubert, Schumann, Brahms ni Mendelssohn, a quien describió como un «escribano sencillo y elegante».
Con el estallido de la Primera Guerra Mundial se volvió ardientemente patriótico en sus opiniones musicales. Escribiendo a Stravinski, le preguntó: «¿Cómo no podíamos haber previsto que estos hombres estaban tramando la destrucción de nuestro arte, del mismo modo que habían planeado la destrucción de nuestro país?». En 1915 se quejó de que «desde Rameau no hemos tenido una tradición puramente francesa [...] Tolerábamos orquestas desmesuradas, formas tortuosas [...] estábamos a punto de dar el sello de aprobación a naturalizaciones aún más sospechosas cuando el sonido de los disparos puso fin repentino a todo ello». Taruskin escribió que algunos han visto en este comentario una referencia a los compositores Gustav Mahler y Arnold Schönberg, ambos judíos de nacimiento. En 1912 le comentó a su editor sobre la ópera Ariana y Barbazul del compositor (también judío) Paul Dukas: «Tienes razón, es una obra maestra, pero no es una obra maestra de la música francesa».

#### Literaria

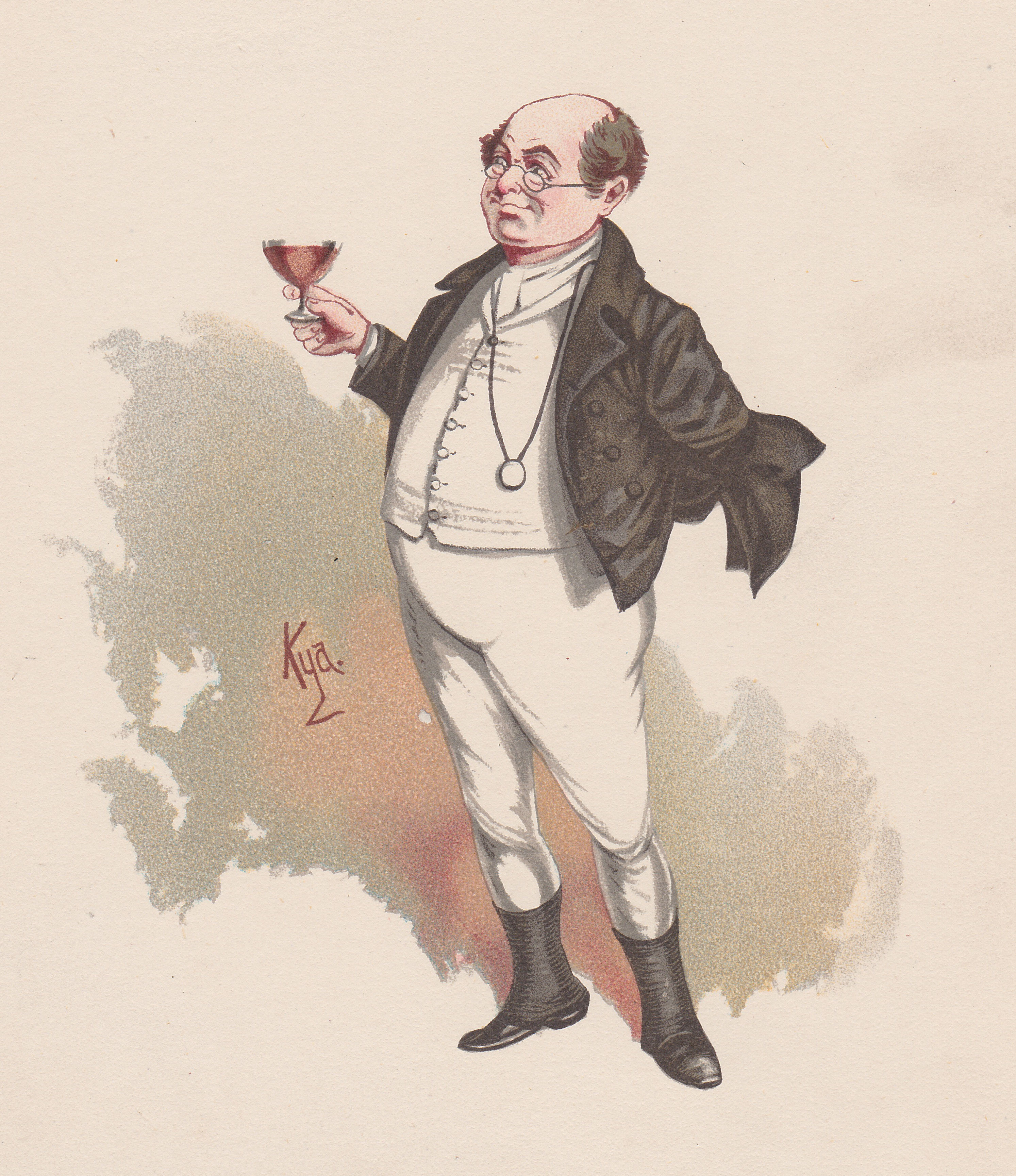
Dibujo de S. Pickwick, personaje de Los papeles póstumos del Club Pickwick de Dickens.

A pesar de carecer de estudios formales, Debussy leía mucho y se inspiró en la literatura para sus composiciones. Lesure escribió: «El desarrollo del verso libre en la poesía y la supresión del tema o modelo en la pintura le llevó a reflexionar sobre cuestiones de forma musical». Estuvo influenciado por los poetas simbolistas. Estos escritores, entre los que se encontraban Paul Verlaine, Mallarmé, Maeterlinck o Rimbaud, se oponían al realismo, el naturalismo, la objetividad y el conservadurismo formal que imperaban en la década de 1870 y preferían la poesía basada en la imaginación en lugar de la expresión directa; el estudioso de la literatura Chris Baldrick considera que evocaban «estados de ánimo subjetivos mediante el uso de símbolos personales, evitando al mismo tiempo la descripción de la realidad externa o la expresión de opiniones». Debussy se mostró muy favorable al anhelo de los simbolistas de acercar la poesía a la música, se hizo amigo de varios de sus principales exponentes y compuso muchas obras simbolistas a lo largo de su carrera.
Su inspiración literaria fue fundamentalmente de autores francesas, pero no ignoró a los escritores extranjeros. Además de Maeterlinck para Peleas y Melisande, recurrió a Shakespeare y Charles Dickens para dos de sus Preludios para piano: «La Danse de Puck» (Libro 1, 1910) y «Hommage à S. Pickwick Esq. P.P.M.P.C.» (Libro 2, 1913). Incluyó La doncella bienaventurada de Dante Gabriel Rossetti en su cantata de 1888 La Damoiselle élue. Escribió música incidental para El rey Lear y proyectó una ópera basada en Como gustéis, aunque abandonó la idea una vez que centró su atención en la puesta en escena de la obra de Maeterlinck. En 1890 comenzó a trabajar en una pieza orquestal inspirada en «La caída de la Casa Usher» de Poe llegando a iniciar el libreto de una ópera, La chute de la maison Usher. Otro proyecto inspirado en Poe, una versión operística de The Devil in the Belfry, se quedó solamente en unos bocetos. Entre los escritores franceses de los que utilizó obras para sus composiciones se encuentran Paul Bourget, Alfred de Musset, Théodore de Banville, Leconte de Lisle, Théophile Gautier, Verlaine, François Villon o Mallarmé, quien sirvió de inspiración al compositor para una de sus obras orquestales más populares, Preludio a la siesta de un fauno.

## Legado

### Influencia en compositores posteriores

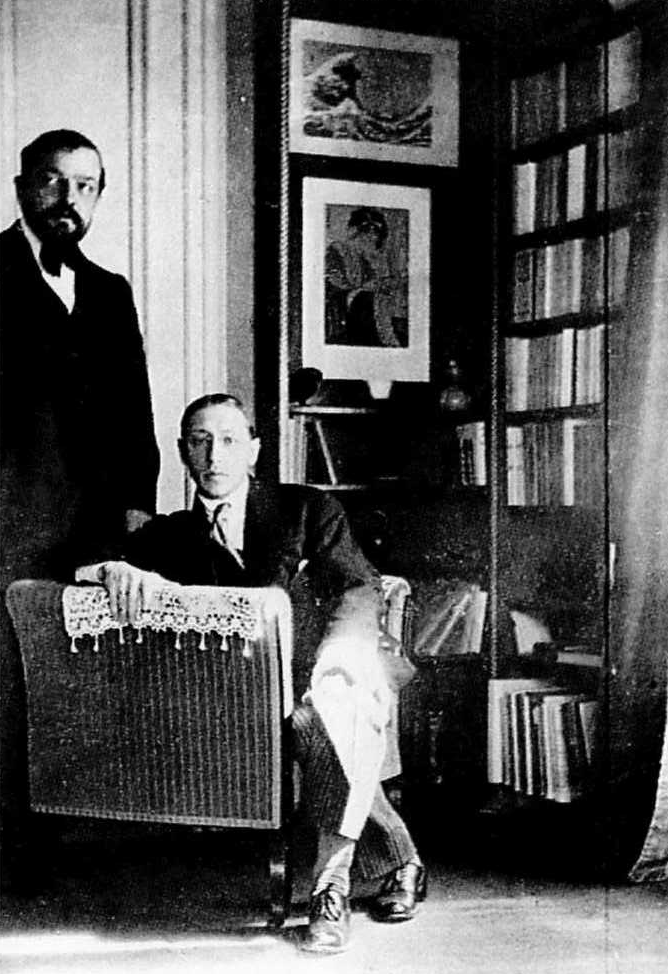
Debussy con Ígor Stravinski. Fotografía de Erik Satie, junio de 1910.

Está considerado como uno de los compositores más influyentes del siglo XX. El musicólogo británico Roger Nichols considera que «si omitimos a Schönberg [...] una lista de compositores del siglo XX influenciados por Debussy es prácticamente una lista de compositores del siglo XX tout court».
Bartók descubrió su música en 1907 y posteriormente dijo que «el gran servicio de Debussy a la música fue despertar entre todos los músicos la conciencia de la armonía y sus posibilidades». Leoš Janáček estudió el uso de la escala de tonos enteros de Debussy y su estilo de ajustar el texto en Peleas y Melisande mientras escribía su ópera de 1921 Katia Kabanová. Stravinski era más ambiguo respecto su música (afirmó que Peleas era «un aburrimiento terrible... a pesar de sus numerosas páginas maravillosas»), pero los dos compositores se conocían y la Symphonies d'instruments à vent (1920) de Stravinski fue escrita como un memorial de Debussy.
Después de la Gran Guerra, los jóvenes compositores franceses del grupo conocido como «Les Six» se enfrentaron a lo que consideraban carácter poético y místico de la música de Debussy en favor de algo con más carácter. Jean Cocteau, simpatizante y autoproclamado portavoz del grupo, escribió en 1918: «Basta de nuages, olas, acuarios, ondines y perfumes nocturnos», aludiendo a los títulos de las piezas de Debussy. Las generaciones posteriores de compositores franceses tuvieron una relación mucho más positiva con su música. Messiaen consiguió de niño una partitura de Peleas y Melisande y dijo que era «una revelación, amor a primera vista» y «probablemente la influencia más decisiva que he recibido». Boulez también descubrió su música a una edad temprana y dijo que le transmitió su primera sensación de lo que podía significar la modernidad en la música.
Entre los compositores contemporáneos, George Benjamin ha descrito Preludio a la siesta de un fauno como «la definición de la perfección»; Benjamin ha dirigido Peleas y Melisande, y el crítico Rupert Christiansen percibe la influencia de esta obra en su ópera Written on Skin (2012). Otros han orquestado algunas de sus obras para piano y vocales, como la versión de John Adams de cuatro de las canciones de Le Livre de Baudelaire (1994) o la de Robin Holloway de En blanc et noir (2002).
El pianista Stephen Hough considera que su influencia también se extiende al jazz y opina que se puede escuchar Reflets dans l'eau en las armonías de Bill Evans.

### Grabaciones
En 1904, Debussy interpretó el acompañamiento al piano de Mary Garden en una grabación para la Compagnie française du Gramophone de cuatro de sus canciones: tres mélodies del ciclo Verlaine Ariettes oubliées («Il pleure dans mon coeur», «L'ombre des arbres» y «Green») y «Mes longs cheveux», del Acto III de Peleas y Melisande. En 1913 grabó un conjunto de rollos para pianola para la compañía Welte-Mignon que contienen catorce de sus piezas: «D'un cahier d'esquisses», «La plus que lente», «La soirée dans Grenade», los seis movimientos de Children's Corner y cinco de Préludes: «Danseuses de Delphes», «Le vent dans la plaine», «La cathédrale engloutie», «La danse de Puck» y «Minstrels». El conjunto de grabaciones, tanto la de 1904 como la de 1913 se han digitalizado en disco compacto.
Entre los contemporáneos de Debussy que grabaron su música están los pianistas Ricardo Viñes («Poissons d'or» de Images y «La soirée dans Grenade» de Estampes); Alfred Cortot (numerosas piezas en solitario, así como la Sonata para violín junto a Jacques Thibaud y la Chansons de Bilitis con Maggie Teyte); y Marguerite Long («Jardins sous la pluie» y «Arabesques»). Entre los cantantes de sus melodías o de fragmentos de Peleas y Melisande como Jane Bathori, Claire Croiza, Charles Panzéra y Ninon Vallin; y entre los directores de las principales obras orquestales están Ernest Ansermet, Désiré-Émile Inghelbrecht, Pierre Monteux y Arturo Toscanini, y en la Petite Suite, Henri Büsser, que había preparado la orquestación para Debussy. Muchas de estas antiguas grabaciones han sido reeditadas en CD.
En 2018, con motivo del centenario de la muerte del compositor, Warner Classics, con contribuciones de otras compañías, publicó un conjunto de 33 CD que según la compañía incluye toda la música compuesta por Debussy.